# Lac Austin
Le lac Austin est un lac de barrage situé au Texas à Austin sur le fleuve Colorado et formé en 1939 par la construction du barrage Tom Miller.
La route Loop360 (ou Capital Of Texas HWY) enjambe le lac Austin sur le spectaculaire Pennybacker Bridge.

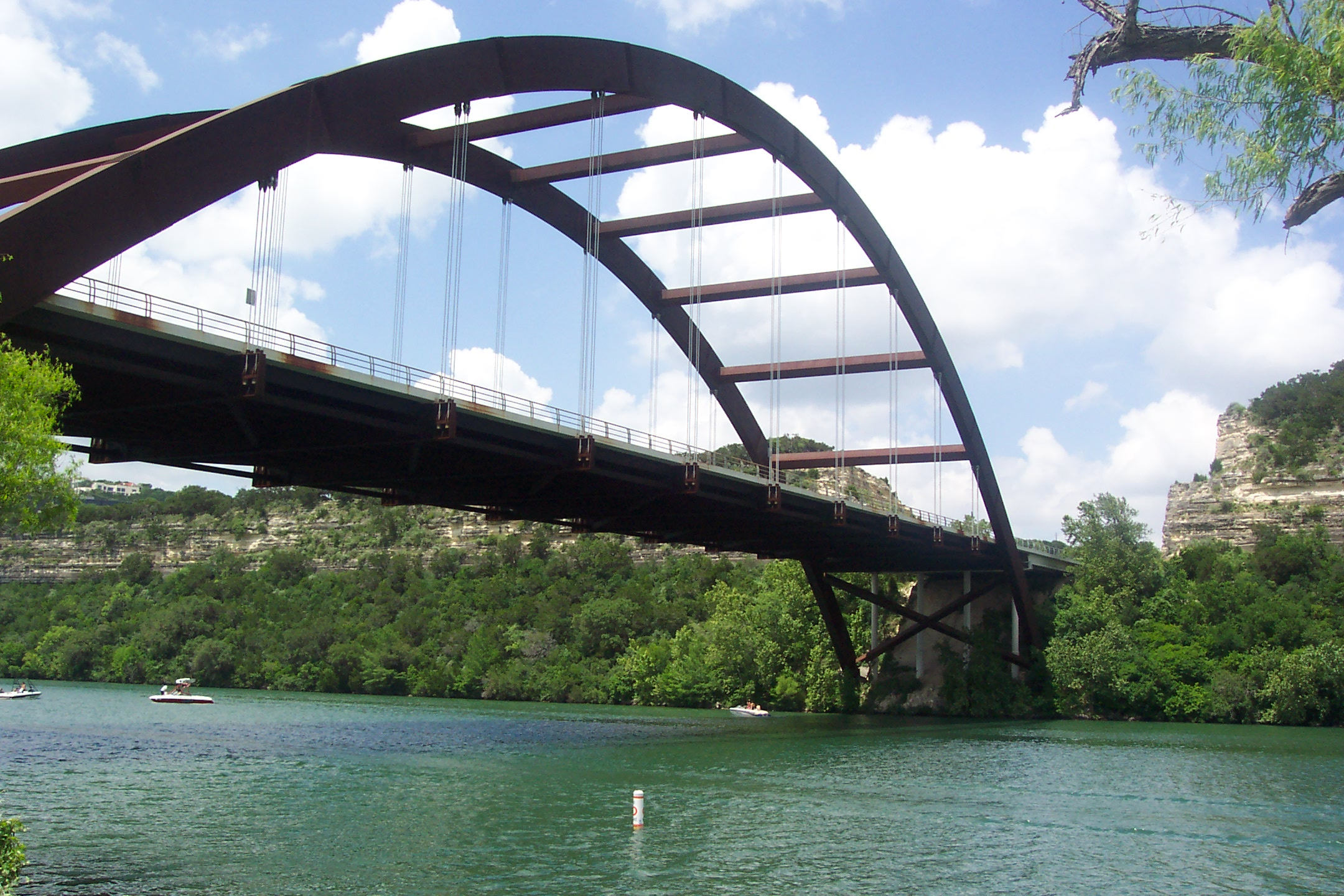
Le lac Austin sous le Pennybacker Bridge.